# GNAT1
GNAT1, Guanin nukleotid-vezujući protein G(t), alfa-1 podjedinica, je protein koji je kod ljudi kodiran GNAT1 genom.
Transducin je tri komponentni guanin nukleotid vezujući protein (G protein), koji stimuliše spregu rodopsina i cGMP-fosfodiesteraze tokom vizuelnih impulsa. Transducin alfa podjedinice u štapićima i kupama oka su kodirane zasebnim genima. Ti geni kodiraju alfa podjedinice štapića. Alternativno splajsovanje tih gena rezultuje u dve transkriptne varijante.

## Literatura
- Wilkie TM; Gilbert DJ; Olsen AS;  . (1993). „Evolution of the mammalian G protein alpha subunit multigene family.”. Nat. Genet. 1 (2): 85—91. PMID 1302014. doi:10.1038/ng0592-85.
- Bourne HR, Sanders DA, McCormick F (1991). „The GTPase superfamily: conserved structure and molecular mechanism.”. Nature. 349 (6305): 117—27. PMID 1898771. doi:10.1038/349117a0.
- Fong SL (1992). „Characterization of the human rod transducin alpha-subunit gene.”. Nucleic Acids Res. 20 (11): 2865—70. PMC 336934 . PMID 1614872. doi:10.1093/nar/20.11.2865.
- Lerea CL, Bunt-Milam AH, Hurley JB (1990). „Alpha transducin is present in blue-, green-, and red-sensitive cone photoreceptors in the human retina.”. Neuron. 3 (3): 367—76. PMID 2534964. doi:10.1016/0896-6273(89)90261-4.
- Van Dop C, Medynski DC, Apone LM (1989). „Nucleotide sequence for a cDNA encoding the alpha subunit of retinal transducin (GNAT1) isolated from the human eye.”. Nucleic Acids Res. 17 (12): 4887. PMC 318051 . PMID 2748346. doi:10.1093/nar/17.12.4887.
- Blatt C; Eversole-Cire P; Cohn VH;  . (1988). „Chromosomal localization of genes encoding guanine nucleotide-binding protein subunits in mouse and human.”. Proc. Natl. Acad. Sci. U.S.A. 85 (20): 7642—6. PMC 282248 . PMID 2902634. doi:10.1073/pnas.85.20.7642.
- Ngo JT; Bateman JB; Klisak I;  . (1994). „Regional mapping of a human rod alpha-transducin (GNAT1) gene to chromosome 3p22.”. Genomics. 18 (3): 724—5. PMID 8307584. doi:10.1016/S0888-7543(05)80384-2.
- Dryja TP, Hahn LB, Reboul T, Arnaud B (1996). „Missense mutation in the gene encoding the alpha subunit of rod transducin in the Nougaret form of congenital stationary night blindness.”. Nat. Genet. 13 (3): 358—60. PMID 8673138. doi:10.1038/ng0796-358.
- Chen CK, Wieland T, Simon MI (1996). „RGS-r, a retinal specific RGS protein, binds an intermediate conformation of transducin and enhances recycling.”. Proc. Natl. Acad. Sci. U.S.A. 93 (23): 12885—9. PMC 24015 . PMID 8917514. doi:10.1073/pnas.93.23.12885.
- Seibert C; Harteneck C; Ernst OP;  . (2000). „Activation of the rod G-protein Gt by the thrombin receptor (PAR1) expressed in Sf9 cells.”. Eur. J. Biochem. 266 (3): 911—6. PMID 10583385. doi:10.1046/j.1432-1327.1999.00927.x.
- Wieland T; Bahtijari N; Zhou XB;  . (2000). „Polarity exchange at the interface of regulators of G protein signaling with G protein alpha-subunits.”. J. Biol. Chem. 275 (37): 28500—6. PMID 10878019. doi:10.1074/jbc.M004187200.
- Bell MW, Desai N, Guo XX, Ghalayini AJ (2000). „Tyrosine phosphorylation of the alpha subunit of transducin and its association with Src in photoreceptor rod outer segments.”. J. Neurochem. 75 (5): 2006—19. PMID 11032890. doi:10.1046/j.1471-4159.2000.0752006.x.
- Hu G, Wensel TG (2002). „R9AP, a membrane anchor for the photoreceptor GTPase accelerating protein, RGS9-1.”. Proc. Natl. Acad. Sci. U.S.A. 99 (15): 9755—60. PMC 125004 . PMID 12119397. doi:10.1073/pnas.152094799.
- Strausberg RL; Feingold EA; Grouse LH;  . (2003). „Generation and initial analysis of more than 15,000 full-length human and mouse cDNA sequences.”. Proc. Natl. Acad. Sci. U.S.A. 99 (26): 16899—903. PMC 139241 . PMID 12477932. doi:10.1073/pnas.242603899.
- Gerhard DS; Wagner L; Feingold EA;  . (2004). „The status, quality, and expansion of the NIH full-length cDNA project: the Mammalian Gene Collection (MGC).”. Genome Res. 14 (10B): 2121—7. PMC 528928 . PMID 15489334. doi:10.1101/gr.2596504.
- Muzny DM; Scherer SE; Kaul R;  . (2006). „The DNA sequence, annotation and analysis of human chromosome 3.”. Nature. 440 (7088): 1194—8. PMID 16641997. doi:10.1038/nature04728.